# 长萼冠唇花
长萼冠唇花（学名：Microtoena longisepala）为唇形科冠唇花属下的一个种。

## 扩展阅读
- 維基物種上的相關：长萼冠唇花